# Marion Maruska
Marion Maruska (Mödling, 15 december 1972) is een voormalig tennisspeelster uit Oostenrijk. Zij begon met tennis toen zij vijf jaar oud was. Zij was actief in het proftennis van 1992 tot en met 2001. Haar beste resultaten behaalde zij in 1997.

## Loopbaan

### Enkelspel
Maruska debuteerde in 1987 op het ITF-toernooi van Wels (Oostenrijk). Zij stond een jaar later op datzelfde ITF-toernooi van Wels voor het eerst in een finale – zij verloor van de Tsjechische Eva Švíglerová. In 1990 veroverde Maruska haar eerste titel, alweer op het ITF-toernooi van Wels, door de toenmalig Luxemburgse Karin Kschwendt te verslaan. In totaal won zij vier ITF-titels, de laatste in 2001 in Stone Mountain (VS).
In 1989 kwalificeerde Maruska zich voor het eerst voor een WTA-hoofdtoernooi, op het toernooi van Sofia. Zij kwam niet voorbij de eerste ronde. Zij stond in 1997 voor het eerst in een WTA-finale, op het toernooi van Auckland – hier veroverde zij haar enige WTA-titel, door in de kwartfinale te winnen van de als eerste geplaatste Anke Huber (WTA-7), en in de finale haar landgenote Judith Wiesner te verslaan.
Haar beste prestatie op de grandslamtoernooien is het bereiken van de tweede ronde. Haar hoogste positie op de WTA-ranglijst is de 50e plaats, die zij bereikte in oktober 1997.

### Dubbelspel
Maruska was in het dubbelspel minder actief dan in het enkelspel. Zij debuteerde in 1987 op het ITF-toernooi van Kitzbühel (Oostenrijk) samen met landgenote Heike Sommer. Zij stond in 1988 voor het eerst in een finale, op het ITF-toernooi van Wels (Oostenrijk), samen met landgenote Petra Ritter – hier veroverde zij haar eerste titel, door Cristina Casini en Katarzyna Nowak te verslaan. In totaal won zij drie ITF-titels, de laatste in 1991 in Mantua (Italië), samen met de Spaanse Virginia Ruano Pascual.
In 1989 kwalificeerde Maruska zich voor het eerst voor een WTA-hoofdtoernooi, op het toernooi van Sofia, samen met de Amerikaanse Jackie Joseph. Zij kwamen niet voorbij de eerste ronde. Zij stond in 1997 voor de enige keer in een WTA-finale, op het toernooi van Bol, samen met de Argentijnse María José Gaidano – zij verloren van Laura Montalvo en Henrieta Nagyová. Maruska won geen WTA-dubbelspeltitels.
Haar beste prestatie op de grandslamtoernooien is het bereiken van de eerste ronde. Haar hoogste positie op de WTA-ranglijst is de 123e plaats, die zij bereikte in juli 2000.

## Posities op deWTA-ranglijst
Positie per einde seizoen:
| jaartal | rank enkel | rank dubbel |
| ------- | ---------- | ----------- |
| 2001    | 185        | 198         |
| 2000    | 189        | 148         |
| 1999    | 161        | 223         |
| 1998    | 144        | 346         |
| 1997    | 55         | 187         |
| 1996    | 154        | 230         |
| 1995    | 179        | 644         |
| 1994    | 206        | 740         |
| 1993    | 351        | 534         |
| 1992    | 230        | 606         |
| 1991    | 109        | 182         |
| 1990    | 181        | 230         |
| 1989    | 339        | 433         |
| 1988    | 295        | 316         |

## Palmares
| Legenda                 |
| ----------------------- |
| Grandslamtoernooi       |
| Olympische Spelen       |
| Year-End Championships  |
| Premier Mandatory       |
| Premier Five / WTA 1000 |
| Premier / WTA 500       |
| International / WTA 250 |
| Challenger / WTA 125    |

### WTA-finaleplaatsen enkelspel
| nr.              | finaledatum | toernooi     | ondergrond | tegenstandster   | score    |
| ---------------- | ----------- | ------------ | ---------- | ---------------- | -------- |
| Gewonnen finales |             |              |            |                  |          |
| 1.               | 1997-01-05  | WTA Auckland | hardcourt  | Judith Wiesner   | 6-3, 6-1 |
| Verloren finales |             |              |            |                  |          |
| 1.               | 1997-07-20  | WTA Praag    | gravel     | Joannette Kruger | 1-6, 1-6 |

### WTA-finaleplaatsen vrouwendubbelspel
| nr.              | finaledatum | toernooi | ondergrond | partner            | tegenstandsters                 | score    |
| ---------------- | ----------- | -------- | ---------- | ------------------ | ------------------------------- | -------- |
| Verloren finales |             |          |            |                    |                                 |          |
| 1.               | 1997-05-04  | WTA Bol  | gravel     | María José Gaidano | Laura Montalvo Henrieta Nagyová | 3-6, 1-6 |

### Gewonnen ITF-toernooien
Enkelspel
- 1990-02 Wels (Oostenrijk)
- 1992-06 Ronneby (Zweden)
- 1995-04 Plovdiv (Bulgarije)
- 2001-03 Stone Mountain, GA (VS)

Dubbelspel
- 1988-11 Wels (Oostenrijk)
- 1989-04 Bari (Italië)
- 1991-06 Mantua (Italië)

## Prestatietabel
| Legenda | Legenda                          |
| ------- | -------------------------------- |
| g.t.    | geen toernooi gehouden           |
| l.c.    | lagere categorie                 |
| –       | niet deelgenomen                 |
| G       | uitgeschakeld in de groepsfase   |
| 1R      | uitgeschakeld in de eerste ronde |
| 2R      | uitgeschakeld in de tweede ronde |
| 3R      | uitgeschakeld in de derde ronde  |
| 4R      | uitgeschakeld in de vierde ronde |
| KF      | uitgeschakeld in de kwartfinale  |
| HF      | uitgeschakeld in de halve finale |
| F       | de finale verloren               |
| W       | het toernooi gewonnen            |
| w-v     | winst/verlies-balans             |

### Grand slam, enkelspel
| Australian Open | –  | 1R | –  | 1R | –  |
| Roland Garros   | –  | –  | 1R | 2R | 1R |
| Wimbledon       | –  | –  | 2R | 1R | –  |
| US Open         | 1R | –  | 1R | –  | –  |

### Grand slam, vrouwendubbelspel
| Toernooi        | 1992 |    | 2001 |
| --------------- | ---- | -- | ---- |
| Australian Open | 1R   | 1R |      |
| Roland Garros   | –    | –  |      |
| Wimbledon       | –    | –  |      |
| US Open         | –    | –  |      |